# ハドラ

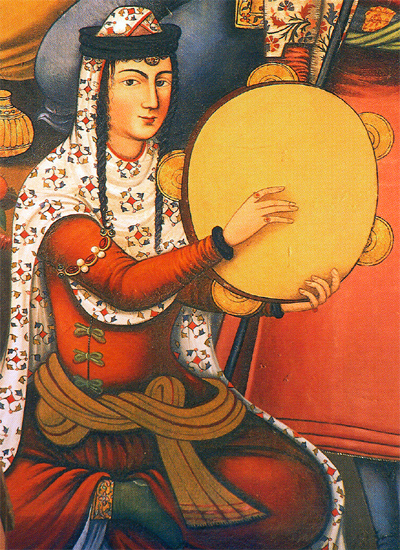
ダフを演奏する女性を描いた、ハシュト・ベヘシュト宮殿壁画（イラン・イスファハン、1669年）

ハドラ（Haḍra、حضرة） とはスーフィズム教団が行う集団儀式。木曜日や金曜日、日曜日に開かれる場合が多い他、イスラム教の特別な祝祭や通過儀礼でも行われることがある。家やモスク、スーフィズム系の宿泊施設などで開催。アラビア語で「存在」を意味する。
説教や集団学習、コーランなど（なかんずく「ヒズブ」や「ウィルド」と呼ばれるスーフィズム教団特有の祈祷書）の暗唱、宗教詩の唱和といった様々な形態があり、いずれも神への賞賛や哀願、宗教的な訓戒を中心とする。
称名の律動的な暗唱や宗教詩の唱和は一斉に行われることが多い。保守的なスーフィズム教団は楽器を使わないか、ダフ（大型の枠太鼓）のみで行う一方、他教団は幅広い器楽用編成を形成している。
「ハドラ」という名称はアラブ世界の他、インドネシアやマレーシアといった一部の非アラブ系ムスリム諸国で利用。トルコでは「デブラン」と呼ばれることが多く、同国やバルカン半島におけるリファーイー教団などの特徴となっている。